# 白绒草
白绒草（学名：Leucas mollissima）为唇形科绣球防风属下的一个变种。